# Droga wojewódzka nr 745
Droga wojewódzka nr 745 (DW745) – droga wojewódzka z Dąbrowy (części Kielc) do Radlina o długości 10 km. Droga znajduje się na terenie miasta Kielce i powiatu kieleckiego w województwie świętokrzyskim.

## Miejscowości leżące przy trasie DW745
- Kielce (Dąbrowa)
- Masłów Pierwszy
- Mąchocice Kapitulne
- Leszczyny